# Корчовиська
Корчовиська (пол. Korczowiska) — село в Польщі, у гміні Раніжув Кольбушовського повіту Підкарпатського воєводства.
Населення — 280 осіб (2011).
У 1975-1998 роках село належало до .

## Демографія
Демографічна структура станом на 31 березня 2011 року:
|          | Загалом | Допрацездатний вік | Працездатний вік | Постпрацездатний вік |
| -------- | ------- | ------------------ | ---------------- | -------------------- |
| Чоловіки | 148     | 25                 | 100              | 23                   |
| Жінки    | 132     | 22                 | 74               | 36                   |
| Разом    | 280     | 47                 | 174              | 59                   |